# Ingrid Kihlander
Ingrid Kihlander' är en svensk forskare i innovationsledning. Sedan 2023 är Kihlander adjungerad professor i innovationsledning inom ämnet försvarssystem på Försvarshögskolan.

## Biografi
Ingrid Kihlander disputerade 2011 vid Skolan för industriell teknik och management på Kungliga Tekniska Högskolan med en avhandling inom Integrerad produktutveckling.
Tidigt i sin karriär var Kihlander verksam som ingenjör vid företaget Volvo Cars. Kihlander har genom sin karriär varit affilierad till och bedrivit forskning vid Volvo Cars, Kungliga Tekniska Högskolan, Forskningsinstitutet RISE och Försvarshögskolan. Kihlander har studerat vad som gör innovationsledning och innovationsstöd framgångsrikt inom sektorer som tillverkningsindustri, vård och försvar.